# Villaspeciosa
Villaspeciosa (en sardo: Biddaspetziosa) es un municipio de Italia de 2.193 habitantes en la provincia de Cerdeña del Sur, región de Cerdeña. Está situado a 20 km al noroeste de Cagliari.
La nuraga de Cilixianu conforma el testimonio más importante de la ocupación del territorio en la época nurágica. El río Cixerri atraviesa el municipio, cuya frontera montañosa separa las subregiones del Sulcis y del Campidano.

## Evolución demográfica
| Gráfica de evolución demográfica de Villaspeciosa entre 1861 y 2001 |
|                                                                     |
| Fuente ISTAT - Elaboración gráfica de Wikipedia                     |